# الانتخابات العامة في المملكة المتحدة 2017
الانتخابات العامة البريطانية 2017 هي انتخابات تشريعية عقدت في 8 حُزيران / جوان 2017 وستنتخب كل دائرة من الدوائر البرلمانية البالغ عددها 650 دائرة انتخابية عضوا في البرلمان إلى مجلس العموم، وهو مجلس النواب في البرلمان.
وكان حزب المحافظين، الذي يحكم منذ عام 2015 (وكشريك كبير في الائتلاف من عام 2010)، يدافع عن أغلبية 12 ضد حزب العمال، المعارضة الرسمية، بقيادة جيريمي كوربين. ماي كانت تأمل في الحصول على أغلبية أكبر للمحافظين «لتعزيز [يدها] في مفاوضات خروج بريطانيا من الاتحاد الأوروبي».
وقد اظهرت بعض استطلاعات الرأى قيادة حزب المحافظين بفارق 20 نقطة على حزب العمال قبل الدعوة للانتخابات، ولكن هذا الفارق ضاق وقت الانتخابات. وفي الواقع، فقد حزب المحافظين أغلبية البرلمان، وأسفرت الانتخابات عن برلمان معلق.

## النظام الانتخابي
تنتخب كل دائرة انتخابية في برلمان المملكة المتحدة نائبًا واحدًا يمثلها في مجلس العموم من خلال استخدام نظام «الانتخاب الفردي». وفي حال حصل أحد الأحزاب على أغلبية المقاعد، يحق لهذا الحزب أن يشكل الحكومة إلى جانب تولي زعيمه منصب رئيس الوزراء. أما في حال لم تُسفر الانتخابات عن نجاح أي حزب بأغلبية ساحقة، فيُصبح البرلمان معلق. وفي هذه الحالة، فإن الخيارات المتاحة لتشكيل الحكومة إما أن تكون حكومة أقلية أو ائتلافية.
لم يكن من المقرر أن يتم تقديم تقرير المراجعة الدورية السادسة لجماهير وستمنستر إلا في عام 2018، وبالتالي، فقد جرت هذه الانتخابات العامة ضمن نطاق الحدود الحالية، ما أتاح إجراء مقارنات مباشرة مع النتائج حسب الدوائر الانتخابية في عام 2015.

### أهلية التصويت
من أجل المشاركة في عملية التصويت في الانتخابات العامة، لابد أن يكون الفرد:
- حاصلًا على استحقاق التسجيل
- يبلغ من العمر 18 عامًا أو أكثر عند قيامه بالتصويت
- بريطاني الأصل أو إيرلندي أو مواطن في دول الكومنولث
- مقيم في بريطانيا (أو مواطن بريطاني يعيش في الخارج يملك استحقاق التسجيل خلال الـ 15 سنة الفائتة) و؛
- غير مُستبعد قانونيًا من التصويت (على سبيل المثال، أن يكون مُدان أو محتجز في السجن أو داخل مستشفى للأمراض العقلية)،[10] أو كان طليق السراح بشكل غير قانوني، أو شخص قد أُدين سابقًا ببعض قضايا الفساد أو ممارسات غير شرعية،[11] أو غير مؤهل للتصويت (أعضاء مجلس اللوردات).[12][13]

إذ كان يتعين تسجيل استحقاق الأفراد للتصويت قبل منتصف الليل خلال 12 يوم من أيام العمل قبل يوم الاقتراع (22 مايو). كان على كل من تأهل كناخب مجهول أن يسجل استحقاقه حتى منتصف الليل في 31 مايو. أما بالنسبة للشخص الذي لديه منزلين (على سبيل المثال، طالب جامعي له سكن جامعي لفترة زمنية معينة لكنه يعود للعيش في المنزل أثناء العطلات) يمكن تسجيل استحقاقه للتصويت على كِلا العنوانين، وما دام هاتين العنوانين غير تابعين لنفس المنطقة الانتخابية، فإنه يستطيع المشاركة في دائرة انتخابية واحدة فقط في الانتخابات العامة.
في 18 مايو، أفادت صحيفة ذي إندبندنت بأن أكثر من 1.1 مليون شخص ممن تتراوح أعمارهم بين 18 و 35 قد سجلوا استحقاقاتهم للتصويت منذ إعلان الانتخابات في 18 أبريل. ومن بين هؤلاء كان عدد من قلَّ عمره عن 25 عامًا حوالي 591.730.

## الأحزاب والمشاركين
كان معظم المرشحين ممثلين عن حزب سياسي ما مسجل لدى اللجنة الانتخابية. إذ يمكن للمرشحين غير المنتمين إلى حزب مسجل معين استخدام لقب «مستقلة» أو عدم استخدام أي لقب على الإطلاق.
يكون زعيم الحزب الذي يحظى بأغلبية التأييد والدعم في مجلس العموم هو الشخص الذي يدعوه إليه الملك لتشكيل حكومة وتقلده منصب رئيس للوزراء، فيما يصبح زعيم أكبر حزب غير حكومي زعيمًا للمعارضة. تشكل أحزاب أخرى أيضًا فِرَقًا وزارية سرية. لا يُعتبر زعماء (إس إن بي) و (بلايد كيمرو) و(دي يو بي) من نواب البرلمان؛ وبالتالي فإنهم يقومون بتعيين قادة منفصلين في مجلس العموم.

### بريطانيا العظمى
يُعدّ كل من حزب المحافظين وحزب العمال أكبر حزبين في المملكة المتحدة منذ عام 1922، وقد رشَّحا جميع رؤساء الوزراء منذ عام 1935. بدَّل كل من الحزبين زعيمه بعد انتخابات المملكة المتحدة عام 2015. وقد تم استبدال ديفيد كاميرون، الذي كان زعيمًا لحزب المحافظين منذ عام 2005 ورئيس الوزراء منذ عام 2010، بعد الاستفتاء على عضوية المملكة المتحدة في الاتحاد الأوروبي لتحل محله تيريزا ماي بعد استفتاء عضوية المملكة المتحدة في الاتحاد الأوروبي. بالإضافة إلى استبدال إد ميلباند ليحلّ محله جيرمي كوربين كزعيم لحزب العمال وزعيم المعارضة في سبتمبر من عام 2015، إذ أُعيد انتخابه مرة أخرى في سبتمبر عام 2016.
على الرغم من أن الديمقراطيين الليبراليين وأسلافهم عُدوا لفترة طويلة ثالث أكبر حزب في السياسة البريطانية، إلا أنهم قد حصلوا على 8 نواب فقط في عام 2015 (بعد أن كانوا جزءًا كبيرًا من التحالف الديمقراطي الليبرالي المحافظ من عام 2010 حتى عام 2015) الأمر الذي يُعدّ أقل من الانتخابات السابقة وأقل ما في تاريخهم الحديث. أصبح تيم فارون الزعيم الديمقراطي الليبرالي في يوليو عام 2015، بعد استقالة نك كلغ. تحت قيادة أول وزير لإسكتلندا، نيكولا ستارجن، لم ينجح حزب (إس إن بي) إلا داخل اسكتلندا؛ إذ فاز بنحو 56 من أصل 59 مقعدًا في البرلمان الاسكتلندي في عام 2015. ثم قاد نايجل فاراج زعامة حزب (يو يه آي بي)، ليحلّ محله فيما بعد ديان جيمس ثم بول نوتال عام 2016، الذي فاز بـ 12.7% من الأصوات عام 2015، لكنه حصل على مقعد واحد فقط في البرلمان لتعيين دوغلاس كارسويل، الذي غادر الحزب في مارس عام 2017 ليرشح نفسه كمرشح مستقل. بعد الفوز بنسبة 3.8% من الأصوات ومقعد واحد في البرلمان في الانتخابات العامة السابقة، نجحت ناتالي بينيت، زعيمة حزب الخضر، بالانضمام إلى كارولين لوكاس وجوناثان بارتلي في سبتمبر عام 2016. أما الأحزاب الأصغر حجمًا التي تنافست على انتخابات عام 2015 واختارت عدم تقديم مرشحين ممثلين عنها عام 2017، فقد ضمَّت ميبيون كيرو والحزب الشيوعي البريطاني والحزب الاشتراكي الاسكتلندي والجبهة الوطنية. حُلَّ حزب الكرامة، الذي سبق أن شغل عدة مقاعد، عام 2016؛ وقد ترشح النائب السابق جورج غالوي لكنه خسر في انتخابات عام 2017 كمرشح مستقل في دائرة مانتشستر غورتون الانتخابية.

### أيرلندا الشمالية
أما في أيرلندا الشمالية، في انتخابات عام 2017، تنافس الحزب الوحدوي الديمقراطي (دي يو بي) وحزب شين فين والحزب الاشتراكي العمالي وحزب ألستر الوحدوي وحزب الخضر وحزب التحالف. حافظ حزب شين فين على سياسة الامتناع عن التصويت. تزَّعم كل من هذه الأحزاب السابقة قادة حزبيون جُدد الذين تم تعيينهم في انتخابات 2015. وقد ترشَّح الحزب المحافظ وحزب الخضر إلى جانب أربعة أحزاب ثانوية أخرى للانتخابات أيضًا. على الرغم من التنافس على عشرة مقاعد في المرة الأخيرة، إلا أن حزب (يو كيه آيبي) لم ينضم إلى انتخابات إيرلندا الشمالية.

## استطلاعات الرأي

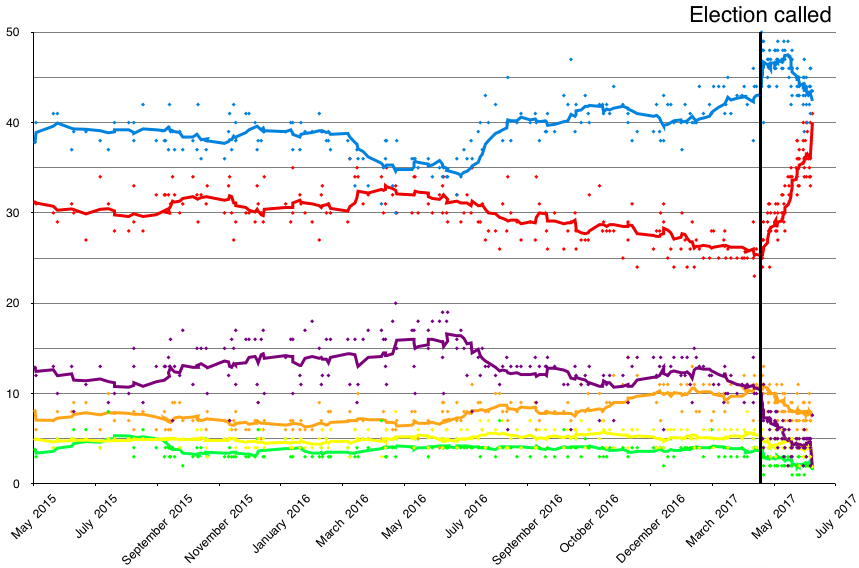
استطلاع الرأي في المملكة المتحدة لانتخابات عام 2017، بما في ذلك استطلاعات الرأي التي تم إصدارها في أو قبل 3 يونيو 2017؛ يتم حساب المتوسط المتحرك من آخر عشرة استطلاعات

## النتائج
| الحزب                     | الحزب | زعيم الحزب                   | عدد النواب | عدد النواب | عدد النواب | الأصوات    | الأصوات    | الأصوات |
| الحزب                     | الحزب | زعيم الحزب                   |            | من المجموع |            |            | من المجموع |         |
| ------------------------- | ----- | ---------------------------- | ---------- | ---------- | ---------- | ---------- | ---------- | ------- |
| حزب المحافظين             |       | تيريزا ماي                   | 317        | 48٫8%      |            | 13,632,914 | 42.3%      |         |
| حزب العمال                |       | جيريمي كوربين                | 262        | 40٫3%      |            | 12,874,985 | 40.0%      |         |
| الحزب القومي الاسكتلندي   |       | نيكولا ستارجن                | 35         | 5٫4%       |            | 977,569    | 3.0%       |         |
| الديمقراطيون الليبراليون  |       | تيم فارون                    | 12         | 1٫8%       |            | 2,371,772  | 7.4%       |         |
| الحزب الديمقراطي الاتحادي |       | أرلين فوستر                  | 10         | 1٫5%       |            | 292,316    | 0.9%       |         |
| شين فين                   |       | جيري آدمز                    | 7          | 1٫1%       |            | 238,915    | 0.7%       |         |
| حزب والس                  |       | ليان وود                     | 4          | 0٫6%       |            | 164,466    | 0.5%       |         |
| حزب الخضر البريطاني       |       | جوناثان بارتلي كارولين لوكاس | 1          | 0٫2%       |            | 525,371    | 1.6%       |         |
| الرئيس                    |       | جون بيركو                    | 1          | 0٫2%       |            | 34,299     | 0.1%       |         |
| مستقل                     |       | سيلفيا هيرمون                | 1          | 0٫2%       |            | 16,148     | 0.1%       |         |
| المجموع:                  |       |                              | 650        | 100%       |            | 32,158,241 | 100%       |         |